# متعددات العوينات
متعددات العوينات أو الزرقاوات (الاسم العلمي: Polyommatinae)، فُصيلة حشرات فراشية من فصيلة النحاسية.
استُخدمت هذه الفُصيلة منذ فترة طويلة لتعيين تصنيفات للعلاقات غير الواضحة، ولا تزال مشتملاتها وتطورها في حاجة إلى المراجعة. بشكل عام هناك أربع قبائل معترف بها داخل متعددات العوينات، مع متعددات العويناوات التي تضم معظم الأجناس والأنواع:
- Candalidini Eliot 1973
- Lycaenesthini Toxopeus 1929
- Niphandini Eliot 1973
- Polyommatini Swainson 1827

## روابط خارجية
- Savela، Markku. "Polyommatinae". Lepidoptera and Some Other Life Forms. مؤرشف من الأصل في 2022-10-16. اطلع عليه بتاريخ 2019-08-11.
- Tolweb.
- Butterflies and Moths of North America
- Butterflies of America